# .li

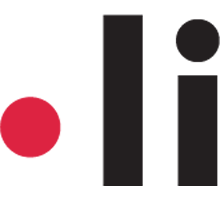

.li는 리히텐슈타인의 인터넷 국가 코드 최상위 도메인이다. SWITCH Teleinformatics Services에서 관리한다. 뉴욕의 롱 아일랜드에서도 몇몇 조직이 이것을 채택하였다. 1993년에 개설되었다.
연장 신청에 필요한 요건은 없다. 국제화된 도메인 이름의 등록은 2004년 3월부터 허용되었다. 3자 미만의 도메인 이름은 국가 및 해당 기관을 위해 예약되어 있다.